# Stenaelurillus hainanensis
Stenaelurillus hainanensis är en spindelart som beskrevs av Peng X. 1995. Stenaelurillus hainanensis ingår i släktet Stenaelurillus och familjen hoppspindlar. Inga underarter finns listade i Catalogue of Life.